# Castell de Bellvís
El Castell de Bellvís o la Torrassa és una antiga casa forta situada a la Ronda de la Torrassa de l'Hospitalet de Llobregat (Barcelonès), catalogada com a bé cultural d'interès nacional.

## Història
Les primeres notícies escrites són dels segles xii i xiii, quan es mencionen Guillem de Bellvís (1188) i Pere de Bellvís (1194), i més tard, Bernat de Bellvís (1236-1252) com a pagès propietari. El 1512, la masia apareix mencionada en un escrit del notari barceloní Anton Benet Joan, com la torre qui és «vora proensana» i que encara es conservava en estat acceptable en un pujol damunt del camí ral. El topònim Bellvís encara perduraria fins ben entrat el segle xvii (1631), quan fou substituït per «la Torrassa», la primera menció del qual és del 1607. Durant el segle xviii s'hi van fer grans reformes i ampliacions estructurals, que en var fer desaparèixer el caràcter de fortificació.
El 1902, començà la urbanització del barri de la Torrassa i la masia quedà integrada dins l'entramat urbà. Durant la Guerra Civil, una part del subsòl va ser utilitzat com a refugi antiaeri. Posteriorment, es transformà en un habitatge 
plurifamiliar i s'hi construïren dos cossos de nova planta: un adossat al nord de la muralla medieval, i un altre, adossat a la façana de migdia del cos central. A principis del segle xxi, l'Ajuntament de l’Hospitalet adquirí la finca i hi començaren els treballs arqueològics.

## Descripció
És de planta irregular i parets gruixudes, amb teulada a doble vessant i el carener paral·lel a la façana principal. Una torre de planta quadrada s'alça des d'un extrem de la casa. A la planta baixa hi ha una zona excavada a la roca que devia fer funcions de cava o celler. A la façana principal s'obren obertures de forma rectangular i algunes d'elles estan emmarcades per una motllura llisa.
Diverses excavacions arqueològiques realitzades els anys 2006, 2007, 2008 i 2015 han posat al descobert l'edifici dels segles xii-xiii, flanquejat per un fossat i amb una muralla de 5 m d'alçada i 20 m de longitud, amb sis espitlleres al segon pis. El parament és de carreuons ben escairats units amb morter de calç de forma regular.